# Fondazione Berardelli
La Fondazione Berardelli è una raccolta privata d'arte contemporanea fondata nel 2007 a Brescia per volontà del collezionista Paolo Berardelli. Ha un archivio e propri spazi espositivi, destinati alla realizzazione di progetti di arte contemporanea, cinema, fotografia, filosofia.
È inoltre presente una biblioteca con volumi, monografie e una collezione di libri d’artista, dedicata alle molteplici forme di sperimentazione verbo-visiva internazionale.
La Fondazione Berardelli cura, inoltre, l’archivio di Ugo Carrega e il Mail Art archive.

## Mostre selezionate
- Ugo Carrega, La mente in mano, a cura di Achille Bonito Oliva (2007)[11]
- Pierre Garnier, L'isola (2008)[12]
- Bernard Aubertin, A ferro e fuoco (2008)
- Julien Blaine, Favole e altre storie (2008)
- Sarenco, Sono un poeta di montagna e me ne vanto (2008)
- Jean-François Bory, L'apocalisse di Gutenberg (2008)[13]
- Giovanni Fontana, Testi e pre-testi (2009)[14][15]
- Lamberto Pignotti, La poesia ve lo dice prima, la poesia ve lo dice meglio (2010)
- Lucia Marcucci, Sprintpoem (2012)
- Poesia visiva Vs Fluxus, opere di Vincenzo Accame, Nanni Balestrini, Gianni Bertini, Joseph Beuys, Luciano Caruso, Giuseppe Chiari, Emilio Isgrò, George Maciunas, Stelio Maria Martini, Eugenio Miccini, Gianni-Emilio Simonetti, Daniel Spoerri, Ben Vautier, William Xerra (2013)
- 6 Stanze, opere di Franco Angeli, Arman, Cesar, Christo, Marcel Duchamp, Filippo Tommaso Marinetti, Elio Marchegiani, Joan Mirò, Aldo Mondino, Gualtiero Nativi, Hermann Nitsch, Man Ray, Mario Schifano, Shozo Shimamoto, Jean Tinguely e Andy Warhol.[16]
- Arturo Vermi, Figure in un tempo-spazio, a cura di Flaminio Gualdoni (2017)[17]
- Arrigo Lora Totino, in fluenti traslati (2018)[18]
- Pratiche sinestetiche, un progetto di Lamberto Pignotti: La poesia visiva come arte plurisensoriale, opere di Hans Clavin, Herman Damen, Giovanni Fontana, Claudio Francia, Arrigo Lora Totino, Eugenio Miccini, Michele Perfetti, Karel Trinkewitz, Ben Vautier (2020)[19]
- Pratiche sinestetiche, un progetto di Lamberto Pignotti: La poesia visiva come arte plurisensoriale - L'olfatto, opere di Demosthenes Agrafiotis, Bernard Aubertin, Antonino Bove, Ugo Carrega, Lucia Marcucci, Serge Pey, Lamberto Pignotti, Arrigo Lora Totino (2021)[20][21]
- Fernanda Fedi, Gino Gini, Segni, scritture e immagini (2023)[22]

## Alcuni artisti in collezione
- Paolo Albani
- Francesco Aprile
- Alain Arias-Misson
- Andrea Astolfi
- Mirella Bentivoglio[23]
- Julien Blaine[19]
- Antonino Bove
- Giuseppe Calandriello

- Ugo Carrega
- Giuseppe Chiari
- Giovanni Fontana[24]
- Pierre Garnier
- Arrigo Lora Totino
- Roberto Malquori
- Lucia Marcucci
- Serge Pey

- Lamberto Pignotti
- Sarenco
- Arturo Vermi
- Arrigo Lora Totino